# Tringa glareola

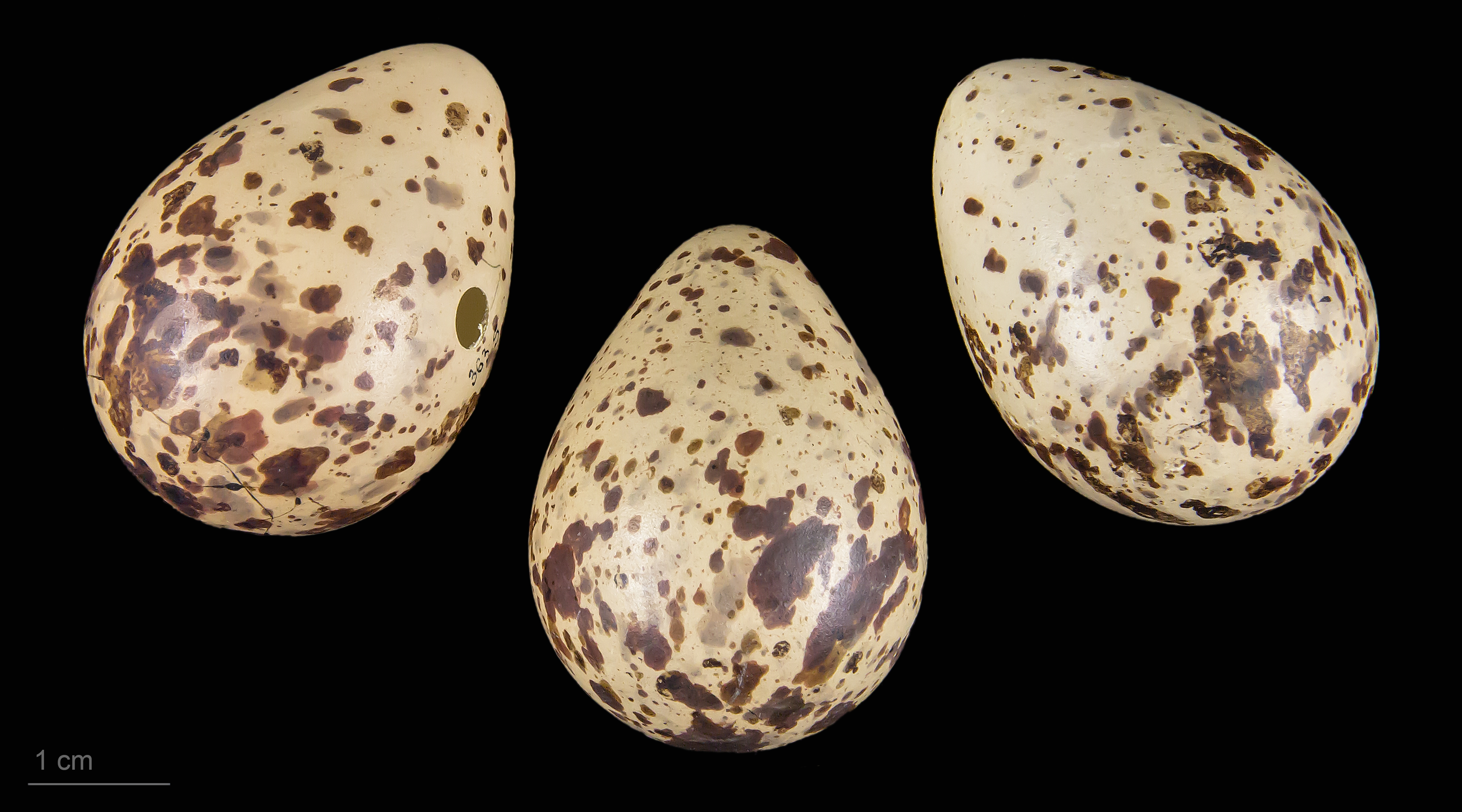
Tringa glareola - MHNT

El andarríos bastardo (Tringa glareola) es una especie de ave caradriforme de la familia Scolopacidae. No se reconocen subespecies.

## Descripción
Es bastante estilizado, con el cuello y las patas largas. Parece más un archibebe pequeño más que un andarríos. Al igual que el andarríos grande tiene obispillo blanco, pero se diferencia de este por porque sus alas son pardas por la parte superior y muy pálidas por la parte inferior y en las patas. Las plumas de los lados tienen grandes motas blancas. El andarríos bastardo produce un reclamo agudo y rápido.

## Distribución y hábitat
Su hábitat son las orillas fangosas o poco encharcadas en ambientes de agua dulce. Suele emigrar en marzo, abril, mayo, julio, agosto, septiembre y octubre. Su área de cría está en Escandinavia, Finlandia y Rusia. En España es común verle en el litoral oriental (Cataluña, Valencia y Baleares) y raramente se ve en el resto del territorio, aunque pasa por Canarias.